# Мелітопольський краєзнавчий журнал
«Мелітóпольський краєзнáвчий журнáл» (рос. Мелитопольский краеведческий журнал, «МКЖ») — єдине у Запорізькій області періодичне науково-популярне видання.

## Історія
Журнал заснований за ініціативою покійного В. І. Різника, колишнього голови «Спілки краєзнавців Мелітополя». Назву журналу запропонував Микола Володимирович Крилов. Свідоцтво ЗЗ № 1102-377 про офіційну реєстрацію журналу як друкованого ЗМІ видано Головним управлінням юстиції Запорізької області 7 лютого 2013 року. Перший номер вийшов друком у серпні 2013 року.
У перших десяти номерах опубліковано близько 230 статей і заміток. У № 10 (2017) у виданні вперше з'явилися чотири повнокольорові сторінки.

## Загальні відомості
Власником і видавцем журналу є громадська організація «Спілка краєзнавців Мелітопольщини». Журнал виходить друком у Мелітополі двічі на рік (червень, грудень). Друкується у типографії "Люкс" (Мелітополь). Наклад, що вказаний у вихідних даних — 100 екземплярів.
До верстання й друку журнал готують редактор і коректор, фінансуванням і поширенням видання опікується менеджер. Всі вони роблять це на громадських засадах. Загальні напрями редакційної політики, анонімне редагування статей, що надійшли, розв'язок спірних питань — усе це здійснює редакційна рада. Сторінка змісту кожного номера дублюється англійською.
Для авторів публікації у журналі безкоштовні, кожен з них одержує примірник журналу зі своєю статтею. Матеріали друкуються на тій мові, на якій їх подано до редакції (українській або російській).
Журнал надходить до Національної бібліотеки України імені В. І. Вернадського та Російської державної бібліотеки. По одному екземпляру кожного номера редакція передає до Запорізької обласної наукової бібліотеки, Державного архіву Запорізької області, Мелітопольскої центральної міської бібліотеки ім. М. Ю. Лермонтова, бібліотек Мелітопольського міського краєзнавчого музею, ТДАТУ та МГПУ.
Усі номери журналу презентуються у Мелітопольському краєзнавчому музеї або Центральній міській бібліотеці ім. М. Ю. Лермонтова.

## Зміст і основні рубрики
Тематично зміст журналу охоплює історію Мелітопольщини (власне, колишнього Мелітопольського повіту Таврійської губернії), географію та природу цього краю .
Хронологічні межі публікацій — від прадавніх часів до сьогодення. Прес-релізи кожного номера журналу можна знайти на сайті «Спілки краєзнавців Мелітопольщини».
Кожен номер ілюстрований понад 100 чорно-білими фотографіями, значна частина яких опубліковані уперше.
Основні рубрики — «Люди і час», «З глибини тисячоліть», «Ми пам'ятаємо», «Свідки минулого», «Далеке — близьке», «Земляки», «Незабуті імена», «Діти різних народів», «Якір пам'яті», «Документ», «Родоводи», «Колекції», «На суші і на морі», «Флора й фауна», «Історія з географією», «Ювілеї», «Перечитуючи заново», «Вийшли у світ» тощо.
Матеріали у журналі здебільшого ґрунтуються на вивченні архівних документів, музейних фондів, спогадів і маловідомих публікацій, інтернет-матеріалів. До статей додається перелік використаних джерел інформації. Першій публікації автора передує коротка біографічна довідка про нього.
Щороку на основі опитування читачів журнал нагороджує автора найкращої статті року призом імені О. Г. Харченка (звичайно, це книга з історії краю).

## Коло авторів
Авторами матеріалів, вміщених у перших десяти номерах журналу, стали 99 чоловік. Більшість з них живе у Мелітополі, але значна частина — за його межами: у Токмаці, Бердянську, Василівці, Приморську, Запоріжжі, Нижніх Сірогозах, Дніпрі, Львові, Києві. Серед авторів є й громадяни інших держав — з Москви, Санкт-Петербурга, Німеччини, Словаччини, навіть з Австралії.
У журналі друкуються результати досліджень істориків, географів, біологів — наукових співробітників музеїв, академічних установ, викладачів навчальних закладів. Серед авторів є чимало аматорів, для яких краєзнавство лежить за межами їхньої професійної діяльності.